# Vlnatka hladká
Vlnatka hladká (Tetraneura ulmi) je mšice, nepřehlédnutelná pro tvorbu hálek a novotvarů na horní straně listů jilmů.

## EPPO kód
BYRSUL

## Synonyma

### Vědecké názvy
Podle EPPO je pro mšici s označením Tetraneura ulmi používáno více rozdílných názvů, například Amycla fuscifrons nebo Endeis rosea.

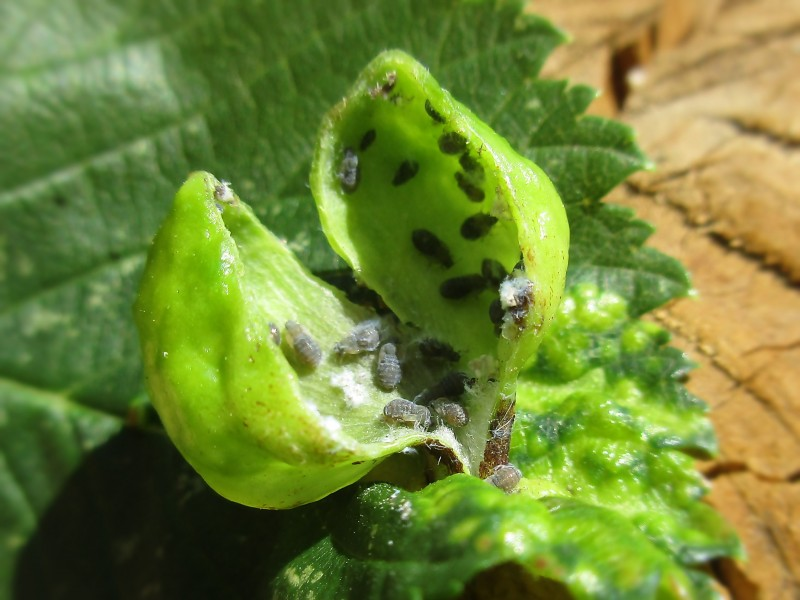
Mšice v rozříznuté hálce.

## Zeměpisné rozšíření
Vlnatka hladká se vyskytuje v severní Asii, severním Japonsku a introdukována byla do Severní Ameriky. V Evropě je přítomná v Polsku, Litvě, Německu a též v Česku.

## Popis
Mšice jsou 3-4 mm velké, žlutavě bílé v hálkách, bledě oranžově žluté až načervenalé na kořenech travin, tělo lehce posypané šupinami vosku. Hálka má 8-15 mm.

## Biologie
Primárním hostitelem jsou jilmy.
Přezimuje vajíčko na jilmech. Na jaře se líhnou první larvy, které sají na listech jilmu a způsobují tvorbu hálek. Ty se nacházejí na listech u hlavního nervu, jsou asi 15 mm velké, hladkostěnné, krátce stopkaté nebo přisedlé. Zpočátku jsou zelené a červené barvy, později smetanové, během roku tmavnou až zhnědnou. Uvnitř hálek se vyvíjejí mšice až do doby, kdy hálka praskne. Okřídlení jedinci zaletují ke kořenům trav, kde sají šťávu. Na konci léta se vrací zpět na jilmy. Může přezimovat také na povrchu půdy nebo v hnízdech mravenců.
Hostitelskými rostlinami je rod jilm, v ČR Ulmus minor a Ulmus glabra, napadanými lipnicovitými rostlinami je pýr,jílek, srha, sveřep, metlice, kostřava, medyněk, jílek, válečka a lipnice, dále také ječmen, kukuřice, pšenice, oves, rýže a čirok.
Vlnatka hladká mimo hálku je vždy navštěvována mravenci, a často se nachází v jejich hnízdech.

## Význam
Tvorba hálek je estetická vada na okrasných druzích jilmu. Značné škody jsou způsobeny na pěstovaných lipnicovitých kulturních plodinách (kukuřici, pšenici, ovsu, ječmeni či prosu) Masová přemnožení jsou indukována teplým koncem zimy. Záměna je možná s příbuznými druhy (tribus Eriosomatini), případně s napadením vlnovníky, jako je například vlnovník lipový.

### Ochrana rostlin
Ochrana rostlin není třeba. Lze použít kontaktní insekticidy (např. Agrion Delta, Biolit, Decis Mega, Decis 15 EW, Fast M, Karate se Zeon technologií 5 CS) krátce před rašením nebo v době rašení pupenů.
Systemické insekticidy (např. Bi – 58 EC nové, Calypso 480 SC, Chess 50 WG, Mospilan 20 SP, Perfekthion, Pirimor 50 WG) lze aplikovat i po vyrašení.